# F1 2010 (joc video)
F1 2010 este un joc video bazat pe sezonul 2010 al Campionatului Mondial de Formula 1. Jocul a fost lansat în septembrie 2010 pe platformele Microsoft Windows, PlayStation 3 și Xbox 360, devenind primul joc de F1 lansat pe Xbox 360. A fost vândut în 2,3 milioane de unități în întreaga lume. Motorul jocului se bazează pe noul motor EGO 1.5, o evoluție intitulată neoficial a motorului EGO 1.0 care a fost creat special pentru acest titlu.

## Dezvoltare și caracteristici
F1 2010 prezintă „cel mai complicat sistem meteorologic văzut vreodată într-un joc de curse”. Când începe să plouă, pista își va pierde treptat aderența, unele zone pierzându-și aderența mai repede decât altele. De exemplu, copacii care atârnă deasupra vor adăposti pista, în timp ce adânciturile din asfalt vor reține mai multă apă stătătoare și vor oferi un risc mai mare.
Când ploaia se oprește, va începe să apară o „linie de uscare” care va oferi mai multă aderență și va ușura pilotajul. Dacă o mașină se abate de pe linia uscată, anvelopele își vor pierde aderența și va fi mai greu de condus. Pistele în evoluție sunt, de asemenea, prezente în altă parte a jocului; la începutul unui weekend de cursă, pista va fi „verde” și, prin urmare, va avea mai puțină aderență, dar pe măsură ce weekendul progresează, cauciucul va fi așezat pe pistă, crescând aderența.
Cercetarea apare și în F1 2010, în care jucătorii pot câștiga noi piese, actualizări și upgrade-uri pe măsură ce sunt dezvoltate prin depășirea constantă a unui coechipier. Echipa jucătorului va dezvolta noi piese și actualizări pentru mașina lor pe tot parcursul sezonului, evoluând mașina pe măsură ce sezonul avansează.
Jocul are un mod carieră format din trei, cinci sau șapte sezoane (în funcție de alegerea utilizatorului). Acolo unde jucătorii pot conduce pentru orice echipă, fiecare are propriile obiective. De exemplu, conducerea pentru Ferrari și orice altceva decât câștigarea Campionatului Piloților și Constructorilor ar fi un eșec, în timp ce o simplă finalizare în puncte atunci când conduceți pentru Lotus ar fi un succes uriaș. Interesul media se va schimba, de asemenea, dacă jucătorul concurează pentru una dintre echipele de top sau pentru o echipă din spatele grilei și va reflecta progresul pe care îl face jucătorul, mai mult succes va echivala cu mai multă atenție media și mai multe puncte. Interviurile improvizate vor avea loc alături de interviurile oficiale după fiecare cursă. Jurnalele dezvoltatorilor publicate de Codemasters au dezvăluit că interviurile improvizate sunt mai senzaționaliste decât conferințele de presă formale și că jucătorul ar putea fi nevoit să se ferească de ceea ce spun mass-mediei ca să nu-și supere echipa. Jucătorii sunt forțați să se retragă după sfârșitul celui de-al treilea, al cincilea sau al șaptelea sezon.
La intrarea în autocaravană în hub-ul principal, jucătorul își poate vedea designul căștii, clasamentul în campionatul piloților și constructorilor, setările pentru modul carieră și un rezumat cuprinzător, an de an, al fiecărui pilot și echipă (cu excepția lui Fernando Alonso, a cărui istorie este rezumată în informații de mai mulți ani).
Pe lângă singleplayer, F1 2010 are un mod online bogat în funcții, care a rămas popular de la lansare. Jucătorii pot alege dintr-o multitudine de opțiuni, fie că sunt în căutarea unei soluții rapide, fie că doresc să participe la procesul complet de Calificări și Curse. Există, de asemenea, diverse opțiuni în cazul în care gazda este frustrată de lipsa de prudență a altor jucători pe pistă, cum ar fi întărirea steagurilor sau chiar oprirea coliziunilor, ceea ce permite mașinile fantomă. Jucătorii dedicați pot alege chiar să joace o cursă fără asistență la conducere, deși ca aceasta să se aplice tuturor jucătorilor, gazda trebuie să o specifice. Alte opțiuni includ să folosiți performanțele mașinilor din 2010 sau egală pentru toate și posibilitatea de a juca un campionat personalizat cu 2-19 piste și de a alege condițiile meteorologice.

### Bug-uri
După lansare, utilizatorii de pe toate cele trei platforme au raportat salvări corupte ale jocului. Codemasters confirmat că un fișier de salvare ar putea deveni corupt dacă ar fi efectuată o anumită secvență de acțiuni, de exemplu, părăsirea jocului după finalizarea unui obiectiv de cercetare și dezvoltare și deblocarea unui nou upgrade într-o sesiune de antrenament. Pentru a evita acest lucru, utilizatorul ar trebui să continue progresul către sesiunea de calificare înainte de a părăsi jocul. A fost lansat un patch pentru a rezolva problema. Utilizatorii PlayStation 3 au întâmpinat probleme de date corupte în alte zone ale jocului.
Codemasters a declarat că unii utilizatori au făcut „presupuneri incorecte” cu privire la AI-ul jocului și au presupus în mod greșit că este o eroare, susținând că timpii pe tur au fost falși în timpul unei curse, dar ulterior a fost anunțat că timpii pe tur în timpul antrenamentelor și calificărilor au fost falși din cauza funcției de a accelera sesiunea până la x30. Codemasters a declarat că va rezolva problemele cu jocul care nu sunt specifice AI-ului, dar adaugă la confuzia din jurul AI.

#### Patch
Pe 18 octombrie 2010, un community manager a postat pe forumul oficial Codemasters F1 2010 că se lucrează la corecție și că patch-ul va include majoritatea remedierilor. Aproape toate erorile au fost raportate a fi remediate și unele funcții noi pentru joc au fost incluse în patch. Pe 1 noiembrie, patch-ul a fost lansat pentru PlayStation 3 în Europa și Japonia, după două luni de muncă.
După patch, uzura anvelopelor și erorile de simulare a combustibilului au persistat. Codemasters nu a abordat niciodată această problemă.

## Recepție
Jocul a fost primit pozitiv, dezvoltatorul Codemasters primind laude pentru atenția acordată detaliilor atunci când vine vorba de dezvoltarea jocurilor de curse. Sistemul meteo pe care l-a urmăritCodemasters ar fi „cel mai cuprinzător și mai impresionant sistem meteorologic văzut vreodată într-un joc de curse” iar execuția a fost primită cu entuziasm de către evaluatori, inclusiv Official PlayStation Magazine (Marea Britanie), care a spus „este unul dintre cele mai înfricoșătoare și intense jocuri de curse făcute vreodată”, dând jocului nota 9 din 10 la general. IGN UK a acordat jocului 8,5 din 10, invocând sistemul său dinamic impresionant de vreme ca un plus și chiar afirmând „... este posibil cea mai bună iterație a sportului din toate timpurile”. Cu toate acestea, au criticat modul de carieră, HUD-ul jocului și coloana sonoră „de uitat”. O serie de recenzii (de ex SimHQ.com și Techtree) au precizat, de asemenea, că F1 2010 nu este orientat către pasionații de modele de simulare, ci oferă un model de condus mai arcade, afirmând că „impresia este că motorul care gestionează fizica pilotajului a fost ajustat foarte bine pentru a simula comportamentul de bază al mașinii într-o versiune scăzută, atenuată, potrivită pentru un joc care trebuie să câștige atractivitate pe piață, dar nu are un pic suplimentar de finețe și manevrabilitate care ar trebui să fie un obiectiv atât pentru un simulator, cât și pentru un joc".

### Premii
F1 2010 a câștigat categoria Cel mai bun Joc Sportiv la Premiile BAFTA pentru jocuri video, învingând alte jocuri precum FIFA 11 și Football Manager 2010.